# Maison vice-présidentielle
La Maison vice-présidentielle est la résidence officielle et du lieu de travail principal du vice-président de la république de Colombie, située dans le centre historique de Bogotá, à côté de la Casa de Nariño.
Cette maison sert de résidence officielle au vice-président de la république de Colombie depuis 1999, année au cours de laquelle les rénovations du bâtiment ont été achevées. La résidence comprend une maison privée où résident le vice-président et sa famille, ainsi que deux bâtiments où se trouvent le bureau du vice-président et d'autres bureaux. Son actuel résident est Francia Márquez, vice-présidente de la Repúblique de Colombie,,.

## Histoire
La résidence a été construite fin 1998 et achevée début 1999. La résidence était un fort militaire de l'armée colombienne, elle a été acquise par la Banque centrale hypothécaire en 1993 puis achetée par le gouvernement colombien pendant la présidence de César Gaviria avec le afin de doter la capitale d'une résidence officielle pour le vice-président. En 1999, Gustavo Bell et sa famille furent les premiers locataires de la Maison vice-présidentielle.

## Architecture et décoration
La Maison Vice-Présidentielle a été conçue par Rogelio Salmona, et il était prévu que celui-ci occupe complètement tout le demi-pâté de maisons qui existait depuis 1990. Avec cette nouvelle redistribution, une nouvelle huitième rue a été créée entre la septième et la huitième rue. La construction comprend une maison familiale et un jardin. Il comprend deux maisons républicaines utilisées comme bureaux. L'accès principal au complexe se fait par la huitième rue, en passant sous un escalier d'eau longitudinal divisé en sections à différents niveaux. L'ensemble est organisé en quatre travées autour d'un patio carré entouré d'une galerie caractéristique des constructions de son auteur Rogelio Salmona.
Pour qualifier les murs et les voûtes internes et externes caractéristiques de la maison, des briques d'argile de Cundinamarca ont été utilisées. La Maison Vice-Présidentielle est une réplique de la Maison des Hôtes Illustres de Carthagène. La construction offre des vues imposantes sur les collines de Bogotá. Le lieu a été choisi pour son emplacement, son paysage, sa végétation naturelle et surtout pour la présence des ruines fortifiées de l'ancien entrepôt de provisions de 117 mètres carrés, cette petite partie de la construction a eu la légère intervention de l'architecte Germán Téllez, qui avec Salmona a établi des relations volumétriques spéciales entre la Maison Vice-Présidentielle et le vieux fort. Salmona a utilisé des références historiques de l'architecture préhispanique et hispano-mauresque, reflétées dans la distribution de la maison, qui consiste en un système d'axes de circulation et de patios, conférant à chacun d'eux un caractère particulier. La distribution fonctionnelle est simple et répond aux exigences d'une maison pouvant accueillir plusieurs personnes en même temps, sans perdre le caractère et l'échelle domestique des espaces.